# Horsford Castle Hill
Horsford Castle Hill är ett slott i Storbritannien.   Det ligger i grevskapet Norfolk och riksdelen England, i den sydöstra delen av landet, 160 km nordost om huvudstaden London. Horsford Castle Hill ligger 23 meter över havet.
Terrängen runt Horsford Castle Hill är platt. Runt Horsford Castle Hill är det tätbefolkat, med 343 invånare per kvadratkilometer. Närmaste större samhälle är Norwich, 7,7 km söder om Horsford Castle Hill. Trakten runt Horsford Castle Hill består till största delen av jordbruksmark.